# MIM-72 Chaparral
Hệ thống Tên lửa đất đối không MIM-72A/M48 Chaparral là một hệ thống phòng không tự hành của Mỹ được phát triển dựa trên tên lửa không đối không AIM-9 Sidewinder. Hệ thống sử dụng khung gầm dòng xe thiết giáp chở quân M113. MIM-72A/M48 được đưa vào trong trang bị của Lục quân Mỹ từ năm 1969 cho đến khi bị loại biên trong khoảng từ năm 1990 đến năm 1998. Hệ thống Tên lửa đất đối không MIM-72A/M48 Chaparral được sử dụng kết hợp với pháo phòng không tự hành M163 VADS, trong đó M163 VADS sẽ đảm nhận vai trò phòng thủ tầm gần còn Chaparral đảm nhiệm vai trò phòng thủ tầm xa.

## Phát triển

### Mauler
Ngay từ năm 1959, Bộ chỉ huy tên lửa Hoa Kỳ (U.S. Army MICOM (Missile Command)) đã bắt đầu phát triển một hệ thống tên lửa phòng không tiền tuyến trong chương trình "Hệ thống phòng không phía trước-Forward Area Air Defense" (FAAD). Kết quả là hệ thống tên lửa phòng không MIM-46 Mauler, được phát triển dựa trên khung gầm xe M113 và trang bị một giá phóng gồm 9 tên lửa và bao gồm cả radar phát hiện và theo dõi tầm xa. Hệ thống này hoạt động gần như là tự động, với kíp điều khiển chỉ cần thao tác chọn mục tiêu trên màn hình hiển thị và sau đó nhấn nút "phóng" tên lửa. Toàn bộ quá trình giao chiến của hệ thống được thực hiện bởi máy tính điều khiển hỏa lực.
Trong thử nghiệm, Mauler đã tỏ ra chưa sẵn sàng và còn nhiều lỗi. Đa số là lỗi nhỏ, bao gồm lỗi ở động cơ tên lửa hoặc ở cánh của tên lửa. Bên cạnh đó, các lỗi về hệ thống điều khiển hoản lực và dẫn đường là rất khó để giải quyết. Đáng lo ngại hơn, là việc Liên Xô đã triển khai ngày một nhiều máy bay cường kích thế hệ mới. Đây là những nguyên nhân trực tiếp khiến chương trình phát triển MIM-46 Mauler bị hủy bỏ năm 1963.

### IFAAD
MICOM được chỉ định nghiên cứu tính khả thi của việc phát triển tên lửa phòng không dựa trên AIM-9D Sidewinder. Do tên lửa Sidewinder được dẫn đường bằng đầu dò hồng ngoại nên nó sẽ không bị nhiễu bởi mặt đất như tên lửa Muler điều khiển bằng radar. Tuy nhiên, tên lửa sẽ cần một khoảng thời gian để "khóa mục tiêu", và các đầu dò hiện tại chỉ có thể khóa vào đuôi của máy bay. Báo cáo của MICOM khá lạc quan, bao gồm việc tuyên bố Sidewinder có khả năng triển khai nhanh chóng, mặc dù sẽ bị giới hạn về tính năng.
Một cấu hình mới với tên gọi "Interim Forward Area Air Defense" (IFAAD) dựa trên tên lửa Sidewinder. Mối lo ngại chính là ở cự ly ngắn hơn, tên lửa sẽ không có đủ thời gian để khóa mục tiêu trước khi nó bay ra khỏi tầm bắn, do đó cần thiết phải có xe thiết giáp phòng không mang pháo M61 Vulcan để khai hỏa tầm gần. Cả hai hệ thống được ngắm bắn mục tiêu thủ công để tránh quá tải cho hệ thống điều khiển hỏa lực. Do không có đủ không gian lắp đặt hệ thống radar tìm kiếm nên người ta triển khai thêm xe chuyên chở radar sử dụng datalink.
Các nghiên cứu kết thúc vào năm 1965 và chương trình Chaparral được khởi động. Tên lửa XMIM-72A đầu tiên được chuyển giao cho Lục quân Mỹ vào năm 1967. Ford chịu trách nhiệm phát triển phương tiện bọc thép M730, dựa trên M548. Tiểu đoàn Chaparral đầu tiên được triển khai vào tháng Năm năm 1969.
Một radar theo dõi mục tiêu cỡ nhỏ AN/MPQ-49 Forward Area Alerting Radar (FAAR), được phát triển vào năm 1966 để hỗ trợ cho hệ thống Chaparral/Vulcan, dù cho FAAR được vận chuyển bởi Gama Goat và không phù hợp để sử dụng trên tiền tuyến.

## Mô tả

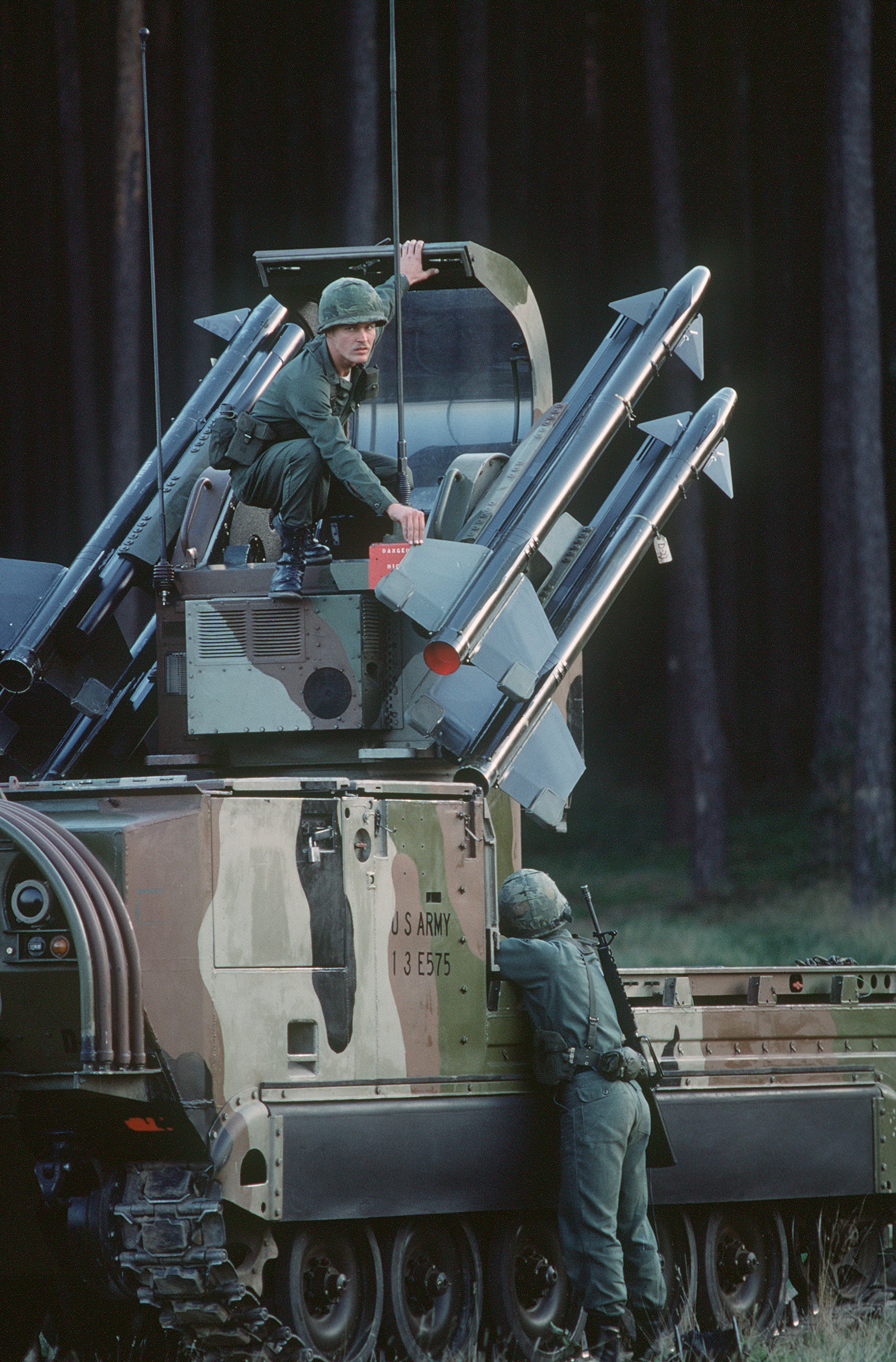
Hệ thống tên lửa phòng không tự hành Chaparral của Lục quân Mỹ năm 1977.

Hệ thống phòng không hoàn chỉnh được biết đến với tên gọi chính là M48 Chaparral Intercept-Aerial Guided Missile System, Bao gồm bệ phóng tên lửa M54 đặt trên xe M730.
Bệ phóng tên lửa có khả năng quay 360 độ và có góc chúc ngẩng +90/-9 độ. Bốn tên lửa được đặt sẵn trên ray phóng với tám tên lửa sẵn sàng bên dưới tháp pháo với cánh bị tháo rời. Pháo thủ ngồi vị trí giữa hai cụm tên lửa, ngắm mục tiêu bằng kính phản xạ. Hệ thống có một nguồn điện phụ để cung cấp năng lượng chạy cụm tên lửa và bộ phận cấp khí siêu lạnh sẽ đảm bảo làm lạnh đầu dò của tên lửa,

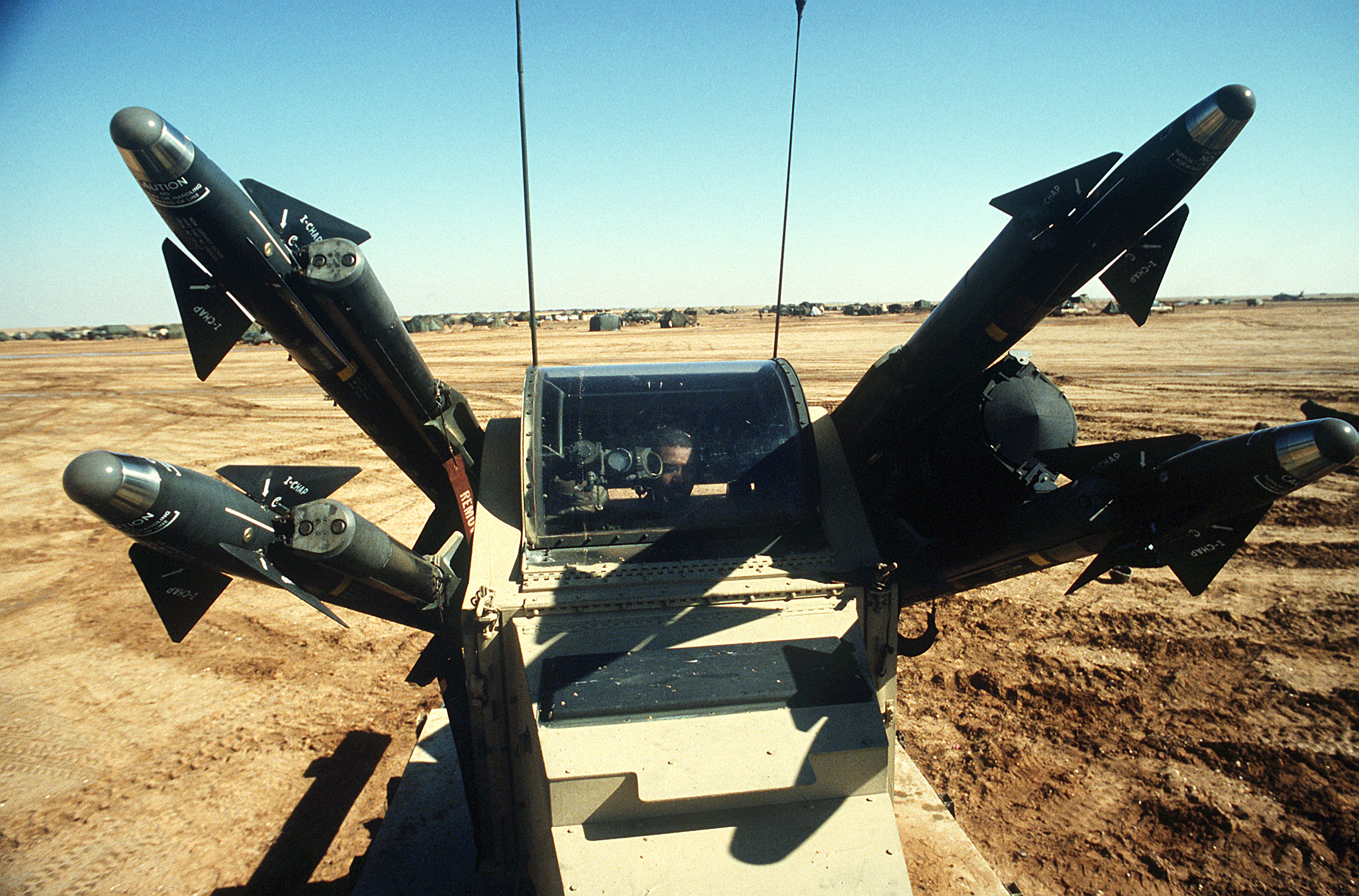
Hệ thống Chaparral đang được triển khai trong chiến dịch Bão táp sa mạc.

Năm 1984, đơn vị FLIR được bổ sung cho hệ thống giúp hệ thống có khả năng tác chiến trong mọi điều kiện thời tiết ngày/đêm.
Tên lửa MIM-72A dựa trên tên lửa AIM-9D Sidewinder. Điểm khác biệt chủ yếu là để giảm lực cản, tên lửa chỉ có hai cánh trên MIM-72A có cánh tà, hai cánh còn lại được gắn cố định. Động cơ trên MIM-72 là động cơ nhiên liệu rắn MK 50 về cơ bản giống hệt với động cơ MK 36 MOD 5 sử dụng trên AIM-9D Sidewinder.
MIM-72B là phiên bản huấn luyện.
Năm 1974, Lục quân Mỹ trang bị phiên bản MIM-72C, sử dụng đầu dò nâng cấp AN/DAW-1B với khả năng tấn công mục tiêu bay từ cả phía trước (all-aspect) thay vì chỉ có thể khóa vào đuôi máy bay như phiên bản cũ, cũng như ngòi nổ radar doppler và đầu đạn văng mảnh M250. Cả ngòi nổ và đầu đạn được phát triển cho chương trình tên lửa phòng không Mauler. Phiên bản C được triển khai vào năm 1976 đến năm 1981 và đạt trạng thái sẵn sàng chiến đấu vào năm 1978.
Phiên bản dành cho Hải quân cũng được phát triển dựa trên MIM-72C – với tên gọi RIM-72C Sea Chaparral. Hệ thống này không được Hải quân Mỹ trang bị nhưng nó đã được xuất khẩu cho Đài Loan.
MIM-72D được chế tạo để xuất khẩu, có đầu dò giống phiên bản A nhưng đầu đạn đã được cải tiến.
MIM-72E là phiên bản đạn sử dụng động cơ M121 không khói, giảm đáng kể khói khi bắn tên lửa, giúp dễ dàng theo dõi phát bắn và làm kẻ địch khó phát hiện ra bệ phóng tên lửa.
MIM-72F phiên bản xuất khẩu với động cơ Mk 50 và đầu dò AN/DAW-1 cũ.
MIM-72G là phiên bản cuối cùng. Đạn tên lửa trang bị đầu dò AN/DAW-2 có trường nhìn rộng, cũng như khả năng phân biệt mục tiêu với hầu hết các biện pháp phóng mồi bẫy như pháo sáng. Tất cả các tên lửa cũ đều được nâng cấp lên phiên bản G cuối những năm 1980s và phiên bản G cũng được sản xuất mới từ năm 1990 đến 1991. Sau khi loại biên hệ thống được chuyển giao cho Vệ binh quốc gia Mỹ sử dụng.

Ngoài ra còn có tên lửa huấn luyện như Trainer M30 và Trainer M33.

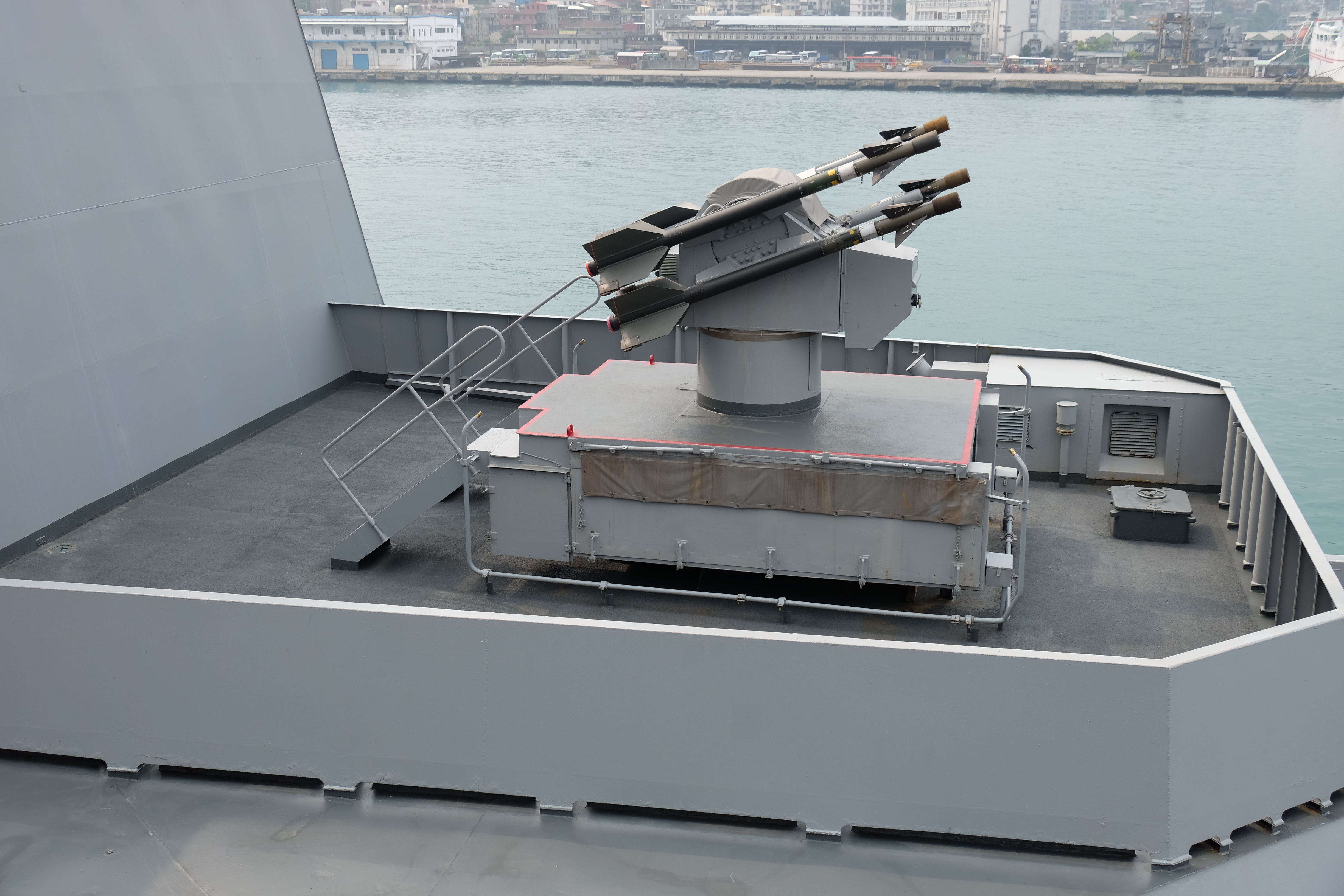
RIM-72C được trang bị trên ROCN Si Ning (PFG-1203)

## Quốc gia trang bị

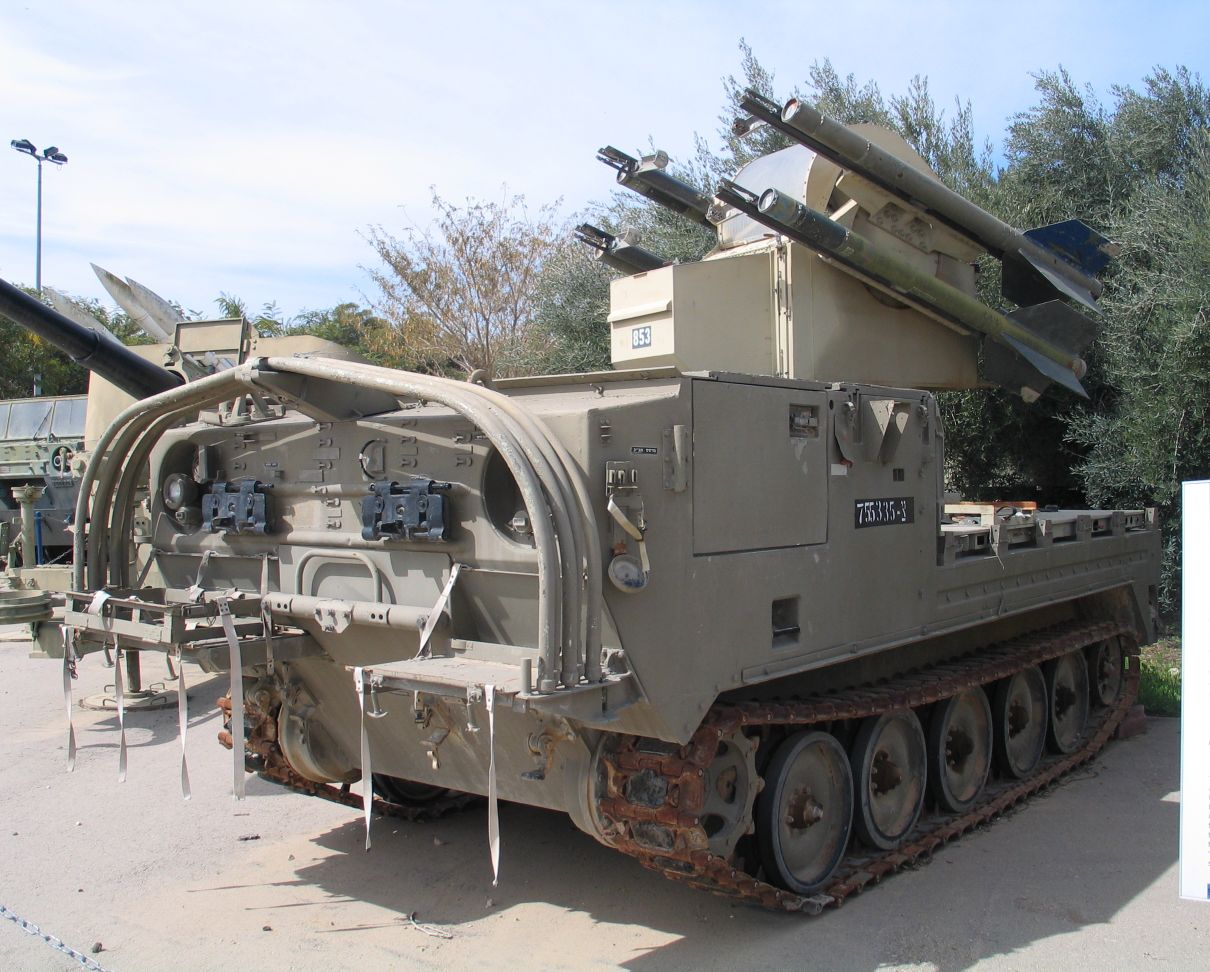
MIM-72 trong trang bị của Israel.

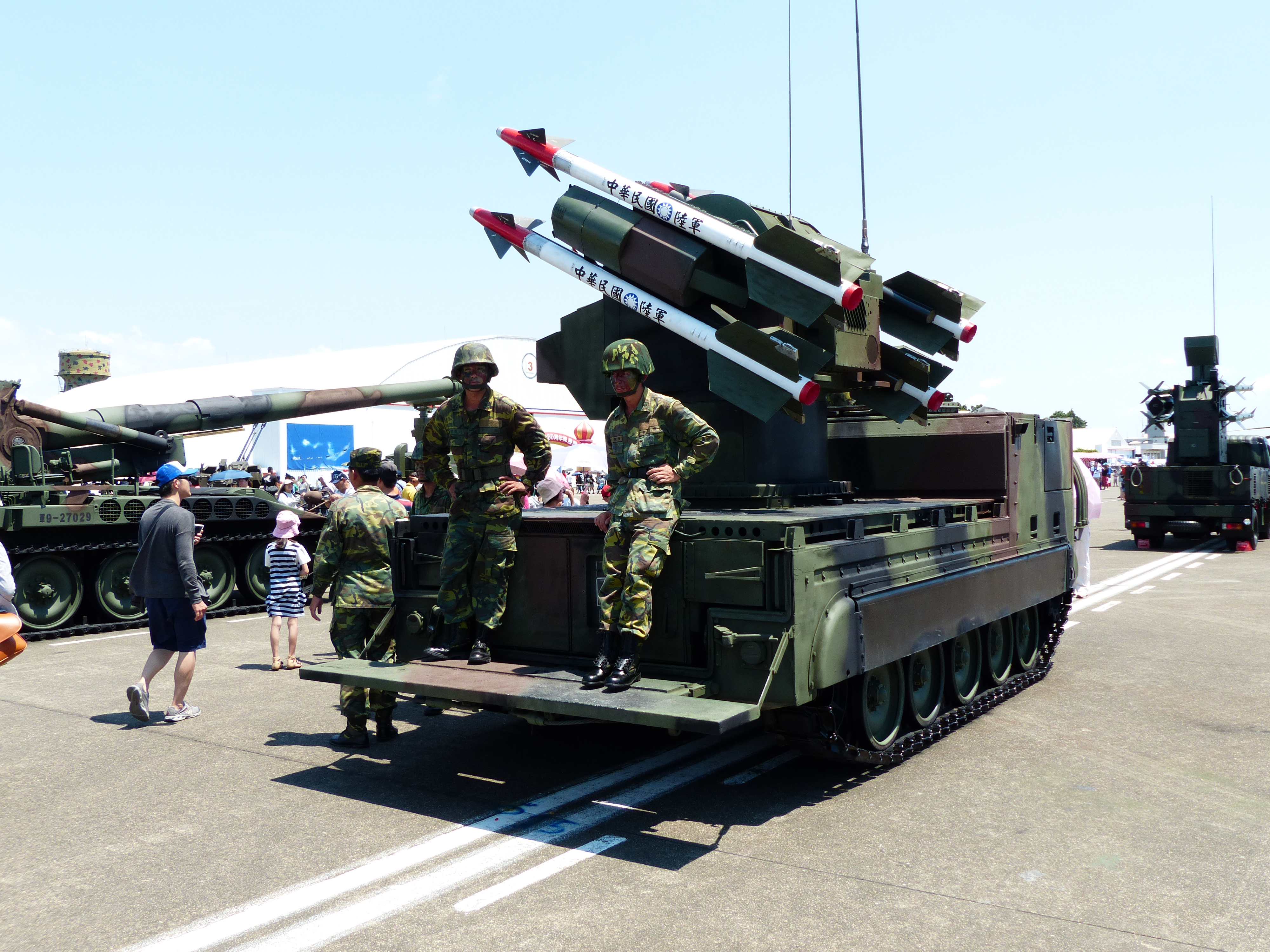
M730A1 của Đài Loan trong cuộc trưng bày tại căn cứ không quân Tainan

- Khẩu đội tên lửa phòng không của Bồ Đào Nha. Chile - 28 đơn vị tên lửa được mua vào những năm 1980s.[3] Đang tiến hành loại biên.
- Ecuador[3]
- Ai Cập[4]
- Maroc[3]
- Đài Loan[3]
  - Republic of China Marine Corps

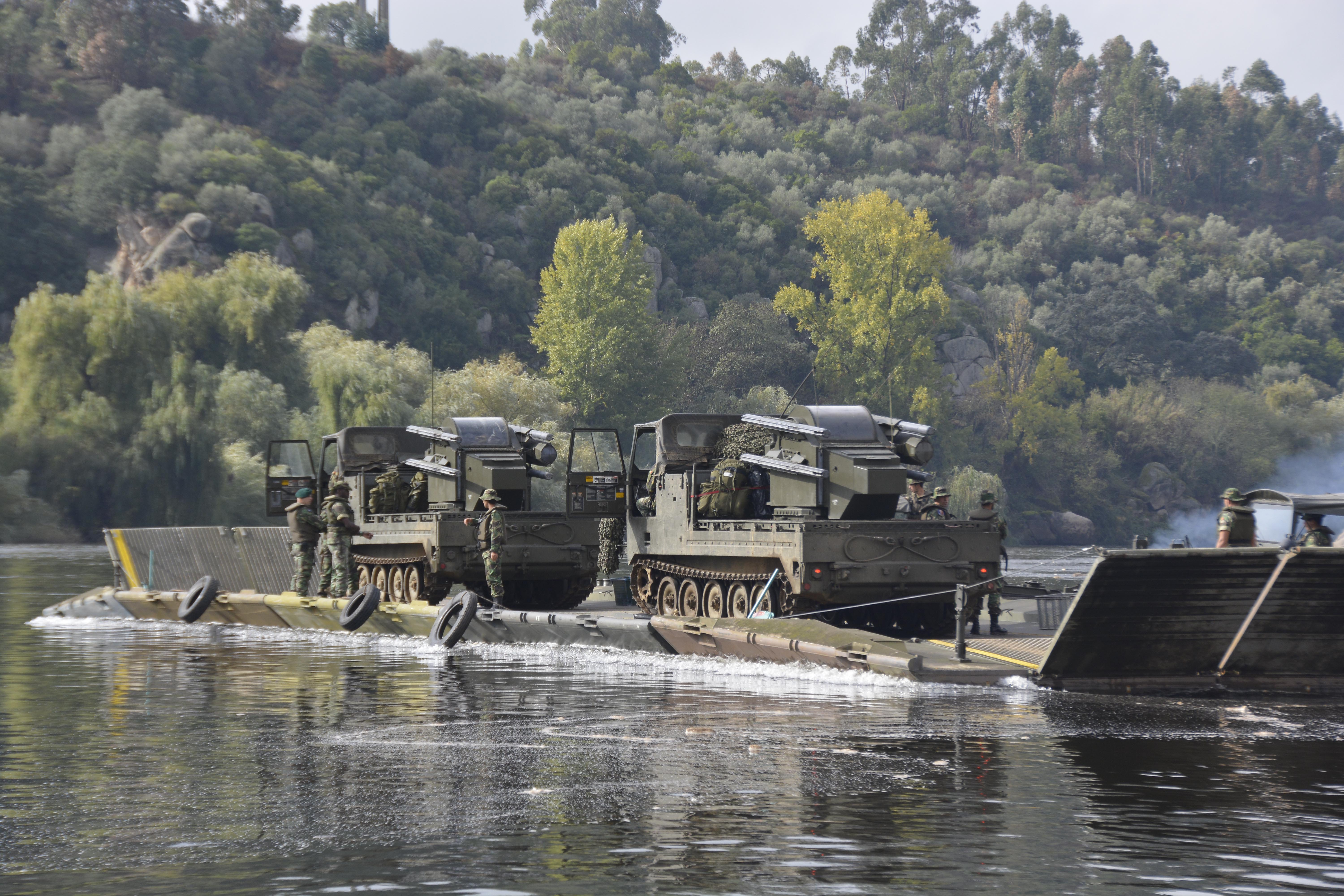
Khẩu đội tên lửa phòng không của Bồ Đào Nha.

  - Republic of China Navy – lắp đặt trên Kang Ding class frigate, Newport-class tank landing ship, Wu Yi-class fleet oiler, and Pan Shi-class fast combat support ship
- Tunisia[3]

### Đã từng sử dụng
- Hoa Kỳ - United States Army[3] – Tất cả các đơn vị đã bị loại biên năm 1997.
- Israel - Quân đội Israel là lực lượng duy nhất từng bắn hạ máy bay đối phương bằng hệ thống MIM 72, một chiếc MiG-17 của Không quân Syria tháng Năm năm 1974. Loại biên năm 2003.[3]
- Bồ Đào Nha - nhận được 34 hệ thống (23 hệ thống phiên bản A3 và 11 hệ thống phiên bản A2).[5] Loại biên từ năm 2018.

## General characteristics
- Chiều dài: 2,90 m (9 ft 6 in)[6]
- Sải cánh: 63 cm (25 in)
- Đường kính: 127 mm (5,0 in)
- Trọng lượng phóng: 	86 kg (190 lb)
- Tốc độ: Mach 1,5
- Tầm bắn: 180 m (590 ft) (Cự ly ngắm bắn mục tiêu gần nhất) đến 5 km (3,1 mi)
- Độ cao: 25 đến 4.000 m (80 đến 10.000 ft)
- Dẫn đường:
  - MIM-72A: đầu dò Mk 28, chỉ có khả năng khóa vào đuôi mục tiêu bằng đầu dò hồng ngoại.
  - MIM-72C/E: đầu dò AN/DAW-1B có khả năng khóa mục tiêu từ mọi hướng
  - MIM-72G: AN/DAW-2
- Động cơ : 
  - MIM-72A/B/C/D/F: động cơ nhiên liệu rắng MK 50 (12,2 kN (2.700 lbf)) trong 4,7 s
  - MIM-72E/G: động cơ nhiên liệu rắn M121
- Đầu đạn: 
  - MIM-72A: 12,2 kg (27 lb) MK 48 Continuous-rod warhead với 6,1 lb (2,8 kg) thốc nổ PBXN-1.
  - MIM-72C trở đi: 25 lb (11 kg) M250 nổ văng mảnh với  6,6 lb (3,0 kg) chất nổ Octol

## Link ngoài
- http://history.redstone.army.mil/miss-chaparral.html Lưu trữ ngày 3 tháng 8 năm 2023 tại Wayback Machine